# Tamio Kurihara
Tamio Kurihara (栗原 民雄 Kurihara Tamio?,  21 de mayo de 1896 - 8 de octubre de 1979) fue un judoca japonés (10º dan de Kodokan, Hanshi de la Dai Nippon Butokukai).

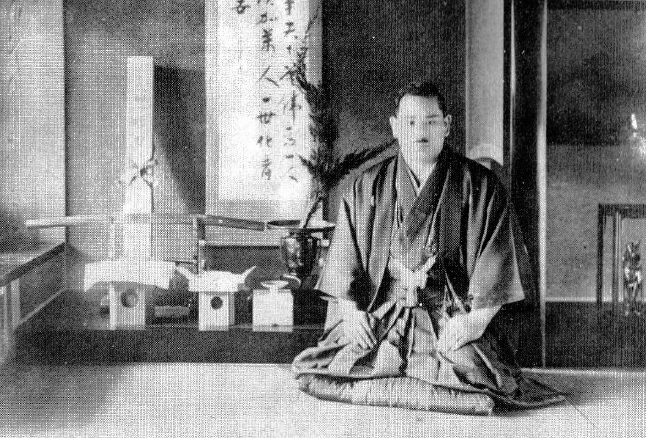
Tamio Kurihara en 1929

Como competidor, ganó el Campeonato Conmemorativo de la Gran Celebración de Budō en 1929, entre otros logros. Como instructor, ocupó el cargo de profesor principal en la Escuela Especializada en Budō y fue maestro de judo en la Policía de la Prefectura de Kioto. Posteriormente, también fue elegido para el Salón de la Fama del Judo Kodokan.

## Biografía
Nació en la ciudad de Himeji, prefectura de Hyogo. Después de asistir a la Escuela Secundaria de Himeji, ingresó a la Escuela Especializada en Artes Marciales de la Gran Sociedad Japonesa de Artes Marciales en 1915 como estudiante de la quinta generación. Entre sus compañeros de clase se encontraban Kenmoto Fujibe y Yamaguchi Magosaku (más tarde conocido como Ryusan). Después de graduarse en marzo de 1918, pasó al departamento de investigación de la misma escuela. En octubre del mismo año, asumió el cargo de profesor asistente en el Jingu Kogakkan.

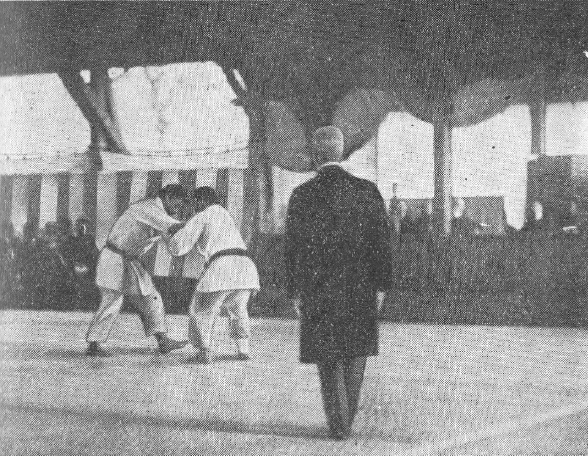
El judoka japonés, Eiji Abe (izquierda), Tamio Kurihara (centro) y Yoshitsugu Yamashita (derecha), en la semifinal de Shōwa Tenran Jiai en 1929.
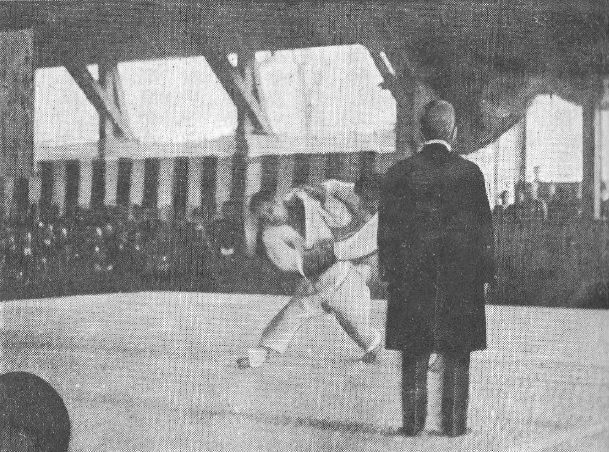
Judoka japonés, Tamio Kurihara (izquierda), Tatsukuma Ushijima (centro) y Yoshitsugu Yamashita (derecha), en la final de Shōwa Tenran Jiai en 1929.
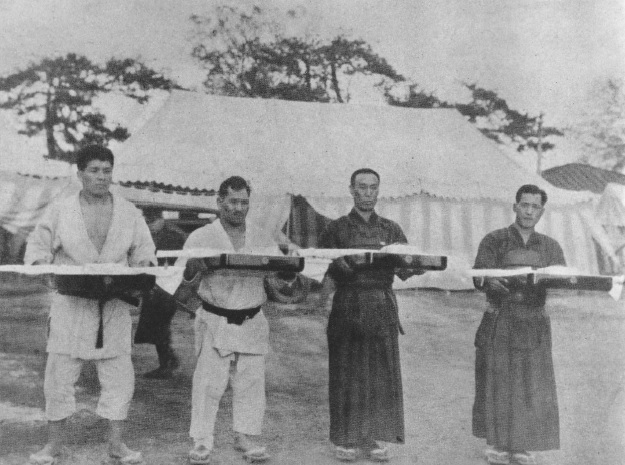
Ganadores de Shōwa Tenran Jiai en 1929. De izquierda a derecha: Hisao Kihara (Judo), Tamio Kurihara (Judo), Moriji Mochida (Kendo), Yokoyama (Kendo).

En abril de 1920, comenzó a trabajar en la Escuela Especializada en Artes Marciales. En 1929, participó en la división de luchadores designados en el Torneo Conmemorativo de la Gran Celebración de Budō, donde derrotó a Ushijima Tatsukuma en la final y se coronó campeón. Al año siguiente, también se desempeñó como instructor de judo en el Departamento de Policía de la Prefectura de Kioto. En 1934, participó como juez y en la competencia de randori selecto en el Torneo Conmemorativo del Nacimiento del Príncipe Heredero. En 1948, obtuvo el grado de noveno dan de Kodokan. En 1951, enseñó a Yasuyuki Miki en el dojo Kurihara en Kioto, quien más tarde fue seleccionado como representante de Kyoto. En julio de 1953, envió a su discípulo, Haku Dojo, a Francia. En octubre de 1965, recibió la Orden del Mérito Púrpura. Se convirtió en la undécima persona en obtener el décimo dan después de su muerte el 8 de octubre de 1979.